# Wolfe Tones
Wolfe Tones je irská skupina, která hraje tradiční irskou lidovou hudbu. Název skupiny zvolili po irském rebelovi a patriotovi Theobaldu Wolfe Toneovi, jednom z vůdců Irského povstání v roce 1798 a zvuku, který vydávají smyčcové nástroje a v angličtině se pro něj používá termín wolf tone (vlčí tón).

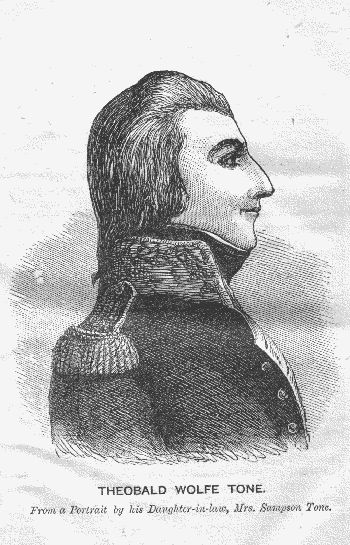
Theobald Wolfe Tone

## Historie
Skupina vznikla v roce 1963, kdy spolu tři chlapci, sousedé z dublinského předměstí Inchicore, bratři Brian a Derek Warfieldovi a Noel Nagle, začali hrát pro radost z hudby. Později začali vystupovat na hudebních festivalech po celém Irsku.
Wolfe Tones v současnosti vystupují jako tříčlenná skupina v sestavě Brian Warfield, Noel Nagle a Tommy Byrne. Derek Warfield momentálně vystupuje s vlastní skupinou Derek Warfield & The Young Wolfe Tones.
Wolfe Tones oslavili 45. výročí skupiny v sobotu 26. října 2008 v prestižní Waterfront Hall v Belfastu.

## Významné dílo
Známou píseň "Celtic Symphony" napsal Brian Warfield v roce 1987 u příležitosti oslav 100. výročí založení fotbalového klubu Celtic. Píseň převzaly četné skupiny po celém světě. Další slavná píseň skupiny je Joe McDonnell, píseň o životě a smrti člena IRA, který zahynul jako pátá osoba při protestní hladovce v roce 1981.
Jejich píseň "A Nation Once Again" od irského politika Thomase Osborne Davise byla zvolena písní číslo jedna všech dob, v hlasování hudební stanice BBC World Service.

## Diskografie
- 2006 As Gaeilge
- 2005 Profile
- 2005 You'll Never Beat the Irish
- 2005 We Must Carry On
- 1993 Sing Out For Ireland
- 1993 Irish to the Core
- 1993 Across the Broad Atlantic
- 1993 Belt of the Celts
- 1991 Profile
- 1991 Rifles of the IRA (from a former LP)
- 1987 A Sense of Freedom
- 1986 Live Alive-Oh
- 1964 Spirit of the Nation
- 1963 Let the People Sing

### Kompilace
- 2000 The Wolfe Tones Greatest Hits
- 1963 25th Anniversary